# Benjamin Marra
Benjamin Marra (n. Halifax, Nueva Escocia, 1 de marzo de 1977) es un ilustrador y dibujante de cómics norteamericano cuya obra ha sido, en su mayoría, autopublicada bajo su propio sello editorial: Traditional Comics, constituida por cómics de grapa en blanco y negro, impresos en papel de baja calidad y relativamente baratos. Su estilo de dibujo recuerda al de los artistas Paul Gulacy, Spain Rodríguez y a los ilustradores que decoran las máquinas de pinball.
El primer cómic que le impactó fue Space Beaver, de Darick Robertson, historieta de ciencia ficción protagonizada por un castor antropomórfico que exhibía grandes dosis de violencia en sus viñetas. La lectura de este cómic le inspiró para realizar su obra posterior.
Su formación artística pasa por estudiar en el School of Visual Arts, bajo la tutela de David Mazzucchelli, compartiendo clase con otro dibujante de cómics alternativo como es Dash Shaw, a estudiar pintura en Florencia (Italia) en 1998. Su estilo, según sus propias palabras, es algo como lo que The Stooges o los Ramones hacían en respuesta al aburrido rock autoindulgente, sin tomarse muy en serio a sí mismo y sin demostrar virtuosismo carente de contenido.
Sus ilustraciones y cómics han aparecido en diversas publicaciones como Playboy, Rolling Stone, The New York Times, Marvel Comics, Vice, Radar, Paper, Nylon, Widen+Kennedy y McCann-Erickson. Además trabaja como diseñador web para la Major League Baseball Advanced Media.
En España su obra es publicada por la editorial Autsaider Cómics. Sangre Americana es el nombre del tomo recopilatorio que recoge los 5 títulos más representativos de Traditional Comics: Gansta Rap Posse, Lincoln Washington, Adventures of Maureen Dowd, The Naked Heroes y Night Business. En noviembre de 2015, en España fue publicada su primera novela gráfica: Terror Assaulter OMWOT (One Man War On Terror) que en castellano se titula como: El Azote del Terror: C.A.U. (Comando Antiterrorista Unipersonal). En diciembre del 2015, con motivo de su gira española española, Creisi tur, la editorial Autsaider Cómics publica sus 2 últimos comic-books: Ácero y Laser e Intermediary Mund. En noviembre de 2017, Autsaider Cómics edita prácticamente simultáneamente con Fantagraphics, la novela gráfica Night Business, que recoge los 4 primeros capítulos publicados en Sangre Americana y 6 más inéditos para completar la saga.

## Obra
- Night Business (Traditional Comics, 4 números, 2008).
- Gansta Rap Posse (Traditional Comics, 2 números, 2009).
- Incredibly Fantastic Adventures of Maureen Dowd (Traditional Comics, número único, 2010).
- Strange Tales II #3 (Marvel Comics, historieta corta, 2010).
- The Naked Heroes (Traditional Comics, número único, 2011).
- Drawings Inspired By American Psycho (Traditional Comics, número único, 2011).
- Lincoln Washington Free Man (Traditional Comics, número único, 2012).
- Terror Assaulter OMWOT (One Man War On Terror) (Fantagraphics Comics, número único, 2015).
- Night Business (Fantagraphics Comics, novela gráfica  que recoge los 4 primeros números publicados en 2008 más 6 inéditos que cierran el arco, 2017).